# داش أتان (عباس الشرقي)
داش أتان (بالفارسية: داش‌آتان) هي منطقة سكنية تقع في إيران في قسم عباس الشرقي الريفي. يقدر عدد سكانها بـ 10 نسمة .